# ریچارد تورز
ریچارد تورز (انگلیسی: Richard Torrez؛ زادهٔ ۱ ژوئن ۱۹۹۹) بوکسور اهل ایالات متحده آمریکا است.